# Arnaud Baumann
Pour les articles homonymes, voir Baumann.
Arnaud Baumann est un photographe portraitiste et vidéaste français né en 1953 à La Réunion.
Son travail de portraitiste a fait l’objet de plusieurs livres et de nombreuses expositions en galeries (Agathe Gaillard, Wanted, W Landau, Corinne Bonnet) et institutions (Mois de la Photo à Paris, Maison européenne de la photographie, Visa pour l’image à Perpignan, Rencontres d’Arles).

## Biographie
De 1973 à 1978, Arnaud Baumann étudie l’architecture dans l’unité pédagogique N°1 de l’École nationale des Beaux-Arts de Paris.
En 1973, il se lie d’amitié avec le photographe Xavier Lambours. Ensemble, ils rencontrent les fondateurs du mensuel satirique Hara Kiri et de Charlie Hebdo, et « photographient pendant dix ans les coulisses, les fous rires, les conférences de rédaction, avec Choron, Cavanna, Cabu, Reiser ». Premières parutions en 1975, dans Hara Kiri.
Lambours et Baumann signent du pseudonyme commun Lambau leurs photos de rue,, que Gébé et le Professeur Choron agrémentent de bulles : les Photos parlantes.

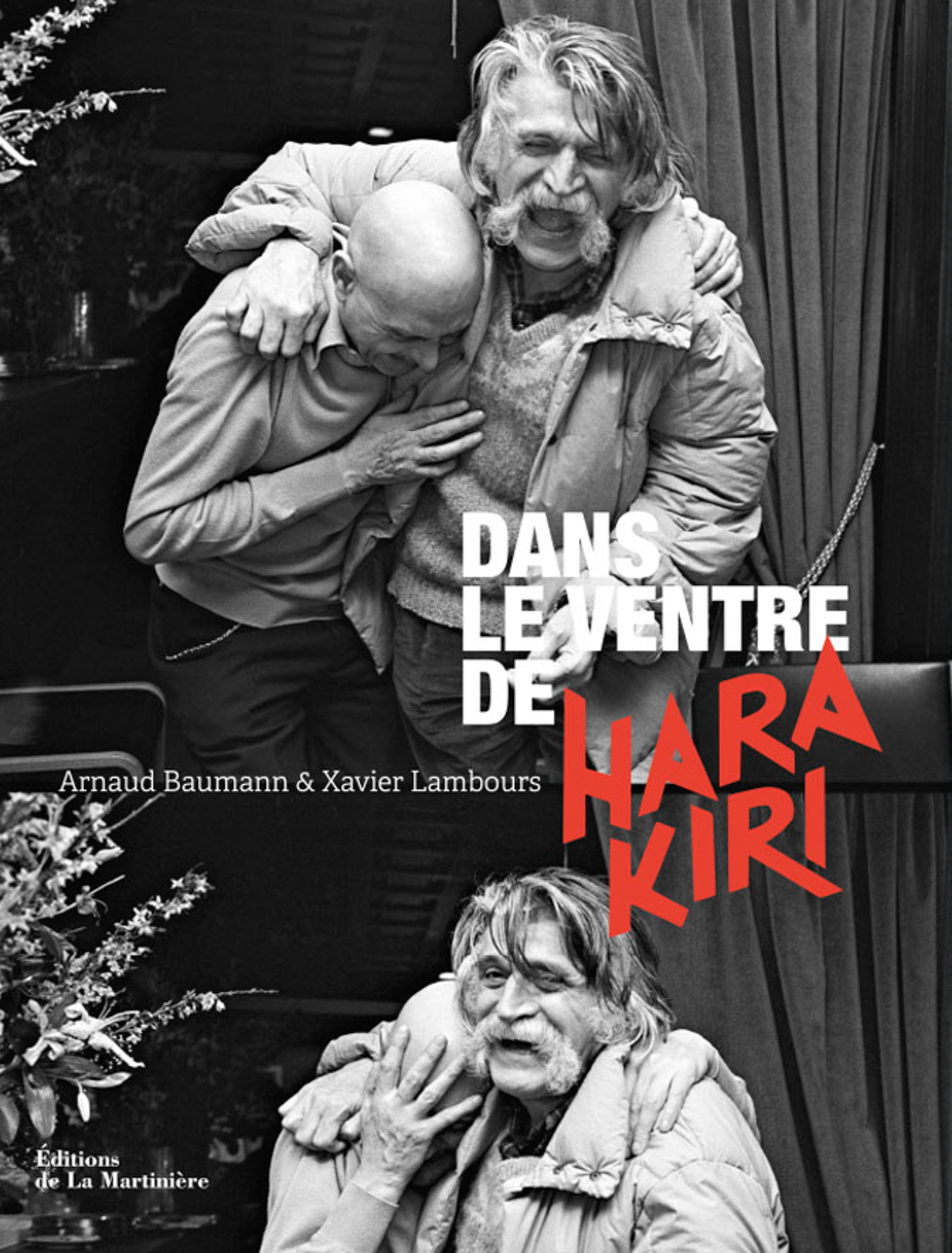
Dans le ventre de Hara Kiri (2015)

En 2015, à la suite de l’attentat contre Charlie Hebdo, ils publieront Dans le ventre de Hara Kiri, aux Éditions de La Martinière.
Boursier de la Fondation nationale de la Photo en 1976, il termine ses études et obtient sa carte de presse en 1979 et publie ses premiers reportages dans Hara Kiri, puis Libération, Le Nouvel Observateur, Télérama, VSD, Paris Match, Géo… De 1978 à 1983 il réalise un reportage au long cours sur Le Palace une boîte de nuit emblématique de Paris.
Il publie un premier livre en 1984, Carnet d’Adresses, aux éditions du Dernier Terrain Vague, un album de nus célèbres (Cavanna, Pierre Clémenti, Siné…) et inconnus, clôturé par un Autoportrait à l’essence C, préfacé par Alain Gillot-Pétré,,. La galerie Agathe Gaillard expose sa série Sacrilèges la même année.
Il réalise des portraits de designers (Philippe Starck, Garouste et Bonnetti, Nestor Perkal…) pour l’exposition Vivre en couleur à la fondation Cartier pour l’art contemporain de Jouy-en-Josas en 1985.
Son travail sur Le Palace est exposé dans les galeries photo de la Fnac en 1986,.
En 1989, Arnaud Baumann rejoint l’agence Sipa Press. À la fin des années 80 et  tout au long des années 90, réalise des commandes de portraits de personnalités de la culture (Isabelle Huppert, Sean Connery, Alain Bashung, Jean Nouvel…) pour les magazines Télérama, Parcours (magazine d’Air Inter), Lire….
Il participe à Trois Jours en France, une mission photographique documentaire initiée par Yann Arthus Bertrand et Jean-François Leroy.
En 1991, une exposition dans les galeries de la Fnac accompagne la publication du livre L’âge du siècle, portraits et confidences (éd. Le Félin, avec Gaillac-Morgue), recueil de personnalités, nées avant 1914 (Cioran, Doisneau, Ionesco, Soupault …).
Il utilise une chambre Polaroid 50x60 au festival de Cannes pour photographier les stars de cinéma parmi lesquelles Isabelle Huppert, Gaspar Noé, Michel Piccoli….
Il aborde le numérique et créé des Vidéocaptures (narration en quatre visuels extraits d’une vidéo), au festival de Cannes 1992, pour Libération. Les images sont envoyées directement à Paris par le réseau téléphonique Itinéris ce qui constitue une première technologique en France. La Vidéocapture Hommage à Marlène participe à l’exposition La photo numérique au Centre national de la Photo au Palais de Tokyo à Paris. Les Vidéocaptures feront l’objet d’une collaboration avec la chorégraphe Stéphanie Aubin avec Chaîne en mouvement puis Jeu de société (Grand Prix du Festival Idylle en 2011),,.
Exposition Dix ans de cinéma au Festival Visa pour l’image 1997 à Perpignan.
En l’an 2000, dans le cadre du Mois de la Photo à Paris, exposition Présences.
Il publie une photo par jour durant toute l’année 2001, sur le site La lune et les étoiles. En 2002 parution du livre Projections privées, portraits d’artistes de cinéma (Éd. Les Imaginayres, textes et décors de Patrick Aufauvre, préface de Henry Chapier),,.
En 2003, FR3, diffuse le film Mise à nu d’Arnaud Baumann par la réalisatrice Fabienne Issartel, dans le cadre de l’émission J’ai pas sommeil .
Il dirige des stages aux Rencontres d’Arles en 2003 avec Portrait, rapport intime puis De l’idée au livre en 2011 et 2012.
En 2008, son exposition Entre deux eaux à la Galerie W Landau réunit les portraits sous la douche de mêmes personnes photographiées nues vingt ans plus tôt pour le livre Carnet d’adresses.
En 2010, les trois cents portraits de la série Sous la douche sont publiés dans le livre Eau secours chez Critère éditions, puis exposés en 2011 au Pavillon de l’eau à Paris.
En 2011, plus de trois mille portraits sont réalisés dans La chambre blanche.
En 2012, il réalise La traversée de Paris, Baby un court métrage de 11'30 avec 17 comédiens.
En 2015, à la suite de la publication du livre Dans le ventre de Hara Kiri, exposition De Hara Kiri à Charlie au festival Visa pour l’Image à Perpignan,.
De 2009 à 2018, Arnaud Baumann travaille à une nouvelle série Artistes peints.
En 2018, l’exposition Total Baumann réunit 40 ans de production photographique dans deux galeries à Paris,,.
Arnaud Baumann vit et travaille à Fontenay-aux-Roses. Ses archives de presse sont diffusées par l’agence Sipa Press et son travail est publié dans la presse internationale.

## Bibliographie

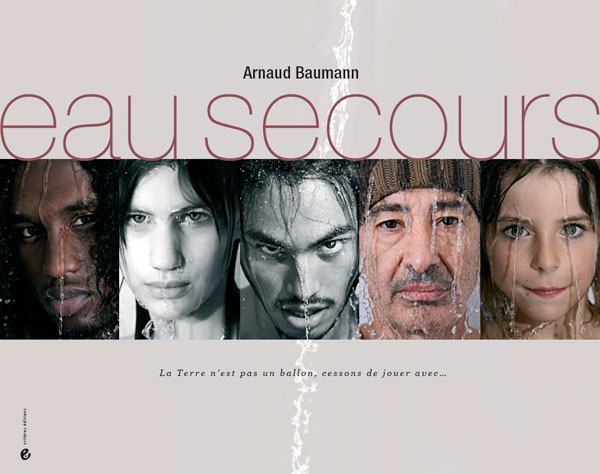

## Expositions personnelles
- 1984 : Sacrilèges portraits irrespectueux, Galerie Agathe Gaillard
- 1986 : Le Palace la boîte de nuit des années 80, Galeries Fnac
- 1991 : L’âge du Siècle, portraits de personnalités ayant traversé le siècle, Galeries Fnac
- 1991 : Portraits d’animaux, Zoo de Vincennes
- 1994 : Vidéocaptures Baumann, Agora d’Évry
- 1997 : Dix ans de cinéma, Festival Visa pour l’Image  Perpignan
- 2000 : Présences, reportage sur la fréquentation des sites de la BnF et de la Villette, dans le cadre du Mois de la Photo à Paris
- 2001 : Projections privées, portraits d’artistes de cinéma, Galeries Fnac (avec Patrick Aufauvre)
- 2002 : Patman, portraits d’artistes de cinéma en photomontages numériques (avec Patrick Aufauvre), Restaurant Les Grandes Marches à Paris-Bastille dans le cadre du Festival @rt Outsiders organisé par la Maison européenne de la Photo
- 2003 : Extraits de Stars le Festival de Cannes, pour le magazine Studio, UGC Ciné Cité Bercy, Paris
- 2003 : Voilées dévoilées, exposées, Galerie Envie d’Art à Paris (avec Dupré Santabarbara)
- 2004 : Diane à tout Prix, un regard sur le Prix de Diane en grands formats, dans les rues de Chantilly
- 2008 : Entre deux Eaux, photos anciennes et contemporaines, Galerie W, Paris
- 2010 : Eau Pétrole Sang, Galerie Pierre Cardin, Paris
- 2010 : Hommage à Frida, Galerie Basia Embiricos, Paris
- 2011 : Eau Secours, Pavillon de l’Eau, Paris
- 2012 : Baumann XXI, début de siècle, Galerie Central Color, Paris
- 2012 : Eau Secours, exposition en plein air dans le cadre des « Fêtes de Genève »
- 2014 : Baumann le féticheur, dans le cadre des « Itinéraires graphiques au pays de Lorient », Galerie Le Lieu
- 2014 : Rire Gébé /Topor, Galerie Anne Barrault, Paris
- 2015 : De Hara Kiri à Charlie, Festival international de photoreportage Visa pour l’image, Perpignan (avec Xavier Lambours)[34]
- 2016 : Jeu de société, en grands formats sur les palissades du chantier de la MC93 à Bobigny (avec la chorégraphe Stéphanie Aubin)[40]
- 2017 : Jeu de société, projection sur grand écran pour l’inauguration de la MC93 à Bobigny (avec la chorégraphe Stéphanie Aubin)[40]
- 2018 : Total Baumann, double exposition, Showrooms du Marais et Galerie Corinne Bonnet, Paris[38],[41]
- 2022 : Eau Secours, Maison des Enfants, Médiathèque et sur les grilles des parcs de Châtillon[42]
- 2022 : Baumann Collections, Médiathèque de Fontenay-aux-Roses
- 2022/2023 : Fête au Palace, Galerie du Studio Harcourt, Paris 16ème
- 2023 : Jouissance et Liberté, le Palace d’Arnaud Baumann, Galerie du Studio Idan, 43 rue Beaubourg, Paris 3ème

## Expositions collectives
- 1985 : Vivre en couleur, Fondation Cartier de Jouy-en-Josas
- 1991 : Polaroid 50x60, exposition itinérante en Europe de la collection Polaroid
- 1992 : La photo numérique, Centre national de la Photo (Palais de Tokyo) à Paris
- 1993 : À la recherche du père, Paris Audiovisuel
- 1993 : Humour et Photographie, Biennale photographique de Montpellier
- 1999 : Regards croisés sur Istanbul, avec les photographes de Sipa Press, Paris-Bagatelle
- 2004 : Festival international de la photo Nature et Paysage à La Gacilly (Morbihan)
- 2004 : Festival international de la mode à Cannes
- 2012 : Festival international de l’Image environnementale à l’Hôtel Pullman à Paris
- 2015 : Au-delà, atlas des visionnaires, Galerie Corinne Bonnet
- 2016 : Hara Kiri Photo, Rencontres d’Arles[43]
- 2016 : Ave Marianne, installation pour l’exposition « Mariannes », galerie Art Bref
- 2016 : Ba-ta-clan Project, en hommage aux victimes du Bataclan, galerie 18bis à Paris
- 2017 : Coluche, Mairie de Paris
- 2017 : Ba-ta-clan Project, en hommage aux victimes du Bataclan, Centre culturel de Marburg, Allemagne
- 2017 : Principes actifs – Principes artistiques, Espace Cargo 21 à Paris
- 2017 : La bibliothèque de Babylone, Galerie Corinne Bonnet (invitation de Pacôme Thiellement)
- 2023 : Le Corps Dans La Peau, Galerie Studio Idan (invitation de Luc Masson-Todeschini)

## Principales publications, revue de presse et interviews
- 2003 : [vidéo]Mise à nu d’Arnaud Baumann par la réalisatrice Fabienne Issartel[29]
- 2015 : Interview radio sur France Inter, émission Regardez Voir de Brigitte Patient, pour la sortie du livre Dans le ventre de Hara Kiri[44]
- 2018 : [vidéo]Photographie. L’œil libre d'Arnaud Baumann, interview filmée pour L’Humanité.fr lors de l’exposition Total Baumann[45]
- 2018 : Texte de Pacôme Thiellement sur l'exposition Total Baumann dans RdR La Revue des Ressources[46]
- 2018 : Interview radio sur Fréquence protestante, émission Atmosphère de Garance Hayat, à propos de l'exposition Total Baumann[47]
- 2022 : « Arnaud Baumann, la vérité toute nue», Profession photographe, no 54, mai-juin 2022, pp. 36-43